# 16 tháng 10
Ngày 16 tháng 10 là ngày thứ 289 (290 trong năm nhuận) trong lịch Gregory. Còn 76 ngày trong năm.

## Sự kiện
- 385 – Sau khi bị bộ tướng cũ là Diêu Trường bắt giữ, Hoàng đế Tiền Yên Phù Kiên bị sát hại.
- 456 – Tư lệnh Ricimer đánh bại Hoàng đế Avitus tại Piacenza để trở thành chấp chính quan Đế quốc Tây La Mã.
- 690 – Sau khi phế con là Đường Duệ Tông thành "hoàng tự", Võ Tắc Thiên lên ngôi hoàng đế, đổi quốc hiệu từ "Đường" thành "Chu".
- 1793 – Maria Antonia của Áo, Vương hậu Pháp, góa phụ của Louis XVI của Pháp, bị hành hình bằng máy chém vào đỉnh cao của Cách mạng Pháp.
- 1813 – Liên minh thứ sáu tấn công Napoléon và Đế chế thứ nhất Pháp tại Trận Leipzig, xung đột lớn nhất trong các cuộc chiến tranh của Napoléon có hơn nửa triệu lính hai bên.
- 1945 – Tổ chức Lương thực và Nông nghiệp Liên Hợp Quốc được thành lập tại thành phố Québec, Canada.
- 1972 – Các điệp viên Mossad Israel tiến hành ám sát Wael Zwaiter tại Roma, là cá nhân đầu tiên bị trả thù do có liên quan tới Thảm sát München.
- 1973 – Henry Kissinger và Lê Đức Thọ được trao giải Nobel Hòa bình.
- 1978 – Hồng y Karol Józef Wojtyła được bầu làm giáo hoàng, lấy tên Gioan Phaolô II, là người Slav đầu tiên và là giáo hoàng đầu tiên không phải người Ý từ thế kỷ 16.
- 1996 – Ít nhất 83 người thiệt mạng trong một vụ dẫm đạp tại sân vận động Doroteo Guamuch Flores tại Guatemala trước trận đấu bóng đá giữa Guatemala và Costa Rica.
- 2013 – Chuyến bay 301 của Lao Airlines gặp nạn gần Sân bay quốc tế Pakse tại Lào, khiến 49 người thiệt mạng.

## Sinh
- 1928 – Phạm Văn Phú, Thiếu tướng Quân lực Việt Nam Cộng hòa (m. 1975)
- 1829 – Nguyễn Phúc Miên Cư, tước phong Quảng Trạch Quận công, hoàng tử con vua Minh Mạng (m. 1854)
- 1976 - Phạm Văn Mách, vận động viên người Việt Nam
- 1980 - Hồ Quỳnh Hương, nữ ca sĩ người Việt Nam
- 1987 – Triệu Lệ Dĩnh, diễn viên Trung Quốc
- 1991 – Vận động viên Thể dục dụng cụ Phan Thị Hà Thanh

## Mất
- 1793 – Maria Antonia,  Nữ Đại công tước Áo, Vương hậu của Vương quốc Pháp và Navarra từ năm 1774 đến năm 1792. (s. 2/11/1755).
- 2007 – Giáo sư Cao Xuân Hạo (s. 30/7/1930)
- 2011 – Dan Wheldon, vận động viên đua xe người Anh (s. 22/6/1978)

## Ngày lễ và kỷ niệm
- Ngày Lương thực thế giới (World Food Day)